# 成均館
成均館（せいきんかん、ソンギュングァン）は、高麗の末期と李氏朝鮮の最高教育機関。
「成均」とは、高麗時代に中華圏で最高教育機関を意味する「国子監」（クッチャグァン）の名称を1298年に「成均監」、1308年に「成均館」と変えたことで始まった。高麗の恭愍王の時に「国子監」の名称に復したが、1362年に再び成均館に戻った。李氏朝鮮時代になると李成桂により開京（開城）から漢陽へと遷都されると、同じく開城から京城府へ移されて、国内の儒教最高教育機関となった。燕山君(1494‐1506年)時には司諫院、経筵が廃されたと共に成均館も遊戯場にされた。廃位後に戻された。
成均館の建物群（大成殿・東斎・西斎・神三門・明倫堂）はソウル特別市鍾路区成均館路25-1に位置し、現在は成均館大学校の敷地内にあたる。「ソウルの文廟及び成均館」の名で大韓民国指定史跡（第143号）に指定されている。また開城の成均館は高麗博物館の建物として利用されており、朝鮮民主主義人民共和国の国宝に指定されているほか、世界遺産の開城の歴史的建造物群と遺跡群の一部となっている。

## 概要
高麗時代には首都開城に「成均館」があったが、李氏朝鮮時代に漢陽(ソウル)へ遷都されると1398年(李成桂在位7年目)に成均館を漢陽に移動させ、儒教教育施設とした。李氏朝鮮による設立の目的は孔子をはじめとする中国や朝鮮の聖賢を祭祀することと、優れた儒生を集めて儒学を講じ、儒教立国の朝鮮王朝を教育面から支えることにあった。
李氏朝鮮時代には、首都の漢陽の崇教坊（現在のソウル特別市鍾路区明倫洞）と、開城（高麗時代の旧都）に存在した。大成殿と東廡・西廡からなる文廟（孔子と碩学の祠堂）、明倫堂（講義室）、東斎・西斎（寮）、尊経閣（図書館）で構成された。
燕山君(1494‐1506年)在位時には司諫院、経筵が廃されたと共に成均館も遊戯場にされた。1887年には経学院を設置、1894年の甲午改革を受けて、翌年に成均館官制（勅令136号）が頒布されたが改革は思わしくなく、日本の統治下で経学院に承継された。
また成均館大学校は成均館を前身としている。
韓国の1000ウォン紙幣の図柄に採用されている。

## 学内
教育方法においては、一斉講義よりも個別指導が重視された。四書五経の「講読」、読書によって学んだことを正確に表現する能力を養う「製述」、とりわけ疑・義・論・賦・表・頌・銘・対策・記などが重要であった。古典の読解と作文力が個別指導方式で涵養され、「講」（進級試験）を毎日課すことでを学生を競争させた。こうした知育とともに、先賢の教えに従い礼儀を重視する徳育を重視することによって、儒教的教養人を養成することを理想とした。
成均館の学生は斎生と呼ばれた。とくに生員進士試を合格した者は、上斎生と呼ばれ、選抜試験の升補や蔭叙によって合格した者を下斎生と呼んだ。
定員は初期には150人だったが、1429年から200人に増やされた。だが末期には100人に減らされた。科挙（小科）に合格すると入学することができた（定員に達していない時には追加試験で充員した）。成績優者は、大科の一次試験(初試)が免除された。斎生たちは寮生活をしながら国家から贍学田(섬학전)と外居奴婢(외거노비)を受け、学費などは養賢庫が支給した。また、成均館では原点制(원점제)があり、これはちゃんとした生活をしているかで点数をつける制度で、朝食と夕食を食べると1点で、300点とれば大科に応ずることができた。
また斎生が行う自治会議を斎会(재회)と呼び、掌議(장의)、色掌(색장)、曹司(조사)、堂長(당장)などの役員を置き、成均館の諸問題を議論した。また、寮運営の面では、東斎(동재)、西斎(서재)を置き、ほかにも、上級生の成績優者からは前榜(전방)として、新入生の成績優者は新榜(신방)として会議に参加した。また斎会には斎生の処罰する権限があり、最悪の場合、黜斎(출재)といい、退学させられた。
時には、政治に関与し要求が通らない場合は、食事や授業を拒否する空斎(공재)なども行った。

## 構成
構成は以下の通り。
| 官位       | 官職   | 定数 | 備考                           |
| ---------- | ------ | ---- | ------------------------------ |
| 正二品     | 知事   | 1人  | 大典通編では大提学が兼任       |
| 従二品     | 同知事 | 2人  |                                |
| 正三品堂上 | 大司成 | 1人  | 実質的には最高責任者           |
| 正三品堂上 | 祭酒   | 1人  |                                |
| 従三品     | 司成   | 1人  | 経国大典では2人、続六典では1人 |
| 正四品     | 司芸   | 2人  | 経国大典では3人、続六典では2人 |
| 正四品     | 司業   | 1人  |                                |
| 正五品     | 直講   | 4人  |                                |
| 正六品     | 典籍   | 13人 | この中の4人は承文院の参外官    |
| 正七品     | 博士   | 3人  |                                |
| 正八品     | 学正   | 3人  |                                |
| 正九品     | 学録   | 3人  |                                |
| 従九品     | 学諭   | 3人  |                                |

- 吏曹の書史28人付属。

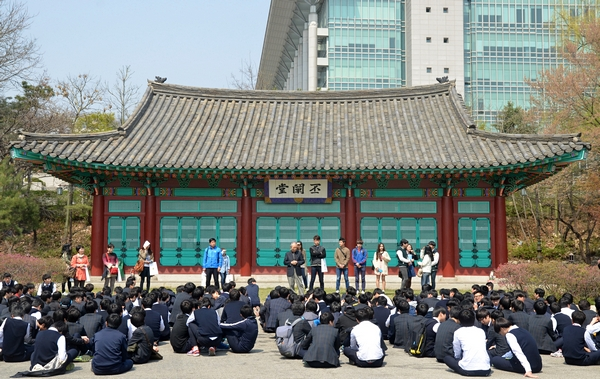
丕闡堂 (ビチョンダン)

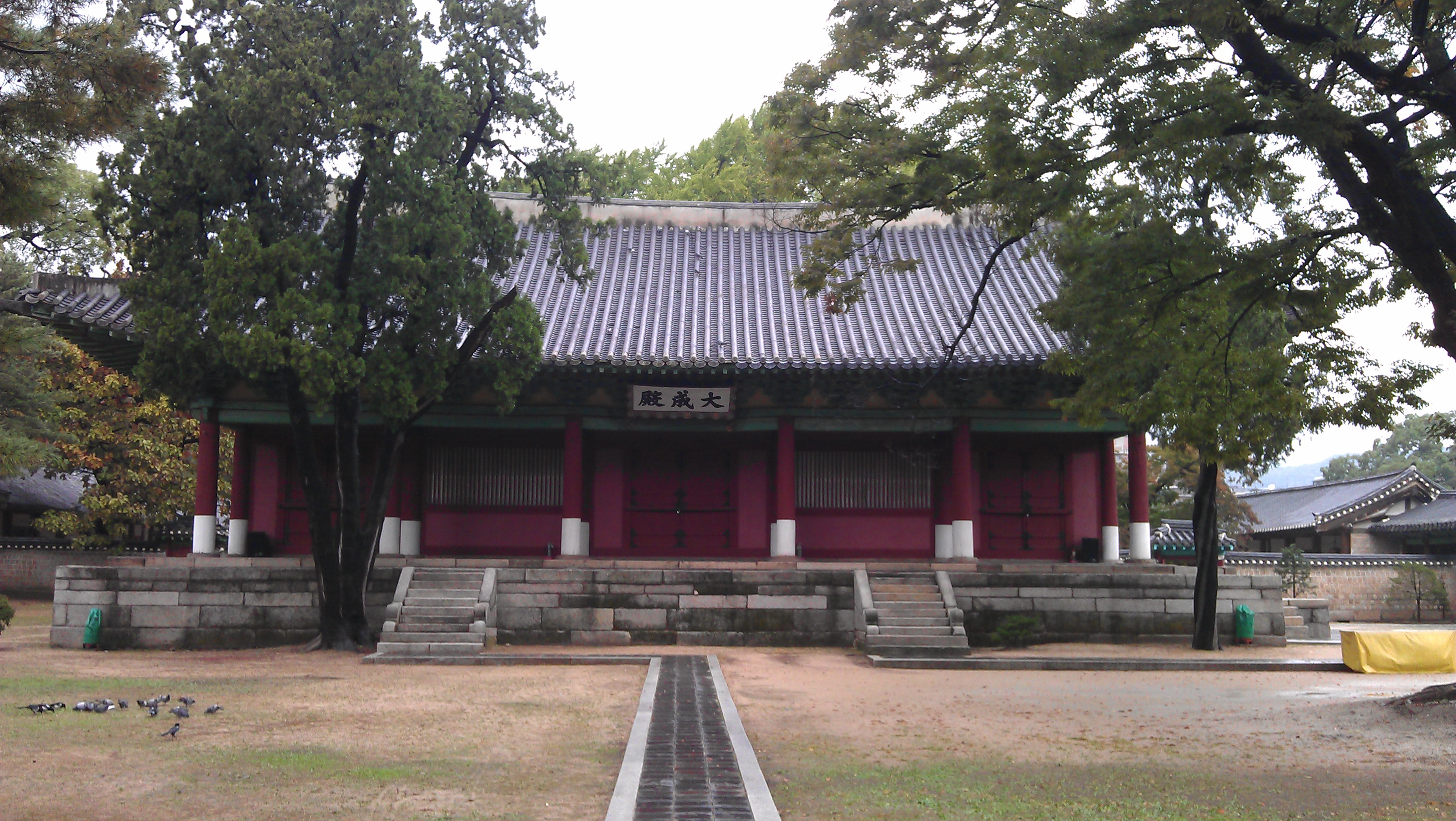
大成殿 (デソンジョン)

- さらに庫直が1人、守僕が6人、使令が40人、軍士が7人いた。